# Swagger
Swagger es el segundo álbum de estudio de la banda de punk rock irlandés/estadounidense Flogging Molly y el primero en estudio, ya que el anterior fue grabado en directo.

## Lista de canciones
1. «Salty Dog» - 2:21
2. «Selfish Man» - 2:55
3. «The Worst Day Since Yesterday» - 3:39
4. «Every Dog Has Its Day» - 4:24
5. «Life in a Tenement Square» - 3:11
6. «The Ol' Beggars Bush» - 4:34
7. «The Likes of You Again» - 4:34
8. «Black Friday Rule» - 7:01
9. «Grace of God Go I» - 1:56
10. «Devil's Dance Floor» - 3:59
11. «These Exiled Years» - 5:17
12. «Sentimental Johnny» - 4:47
13. «Far Away Boys» - 5:06

## Curiosidades
- Existe una versión del álbum en que cambiaron el tema "Sentimental Johnny" por una versión en castellano del mismo tema, "Juan El Sentimental".
- Hay cierta confusión con un tema de la banda llamado "Swagger", que tiene el mismo título que este álbum pero apareció en el siguiente, "Drunken Lullabies".

- Datos: Q2604112